# Paul Tillich

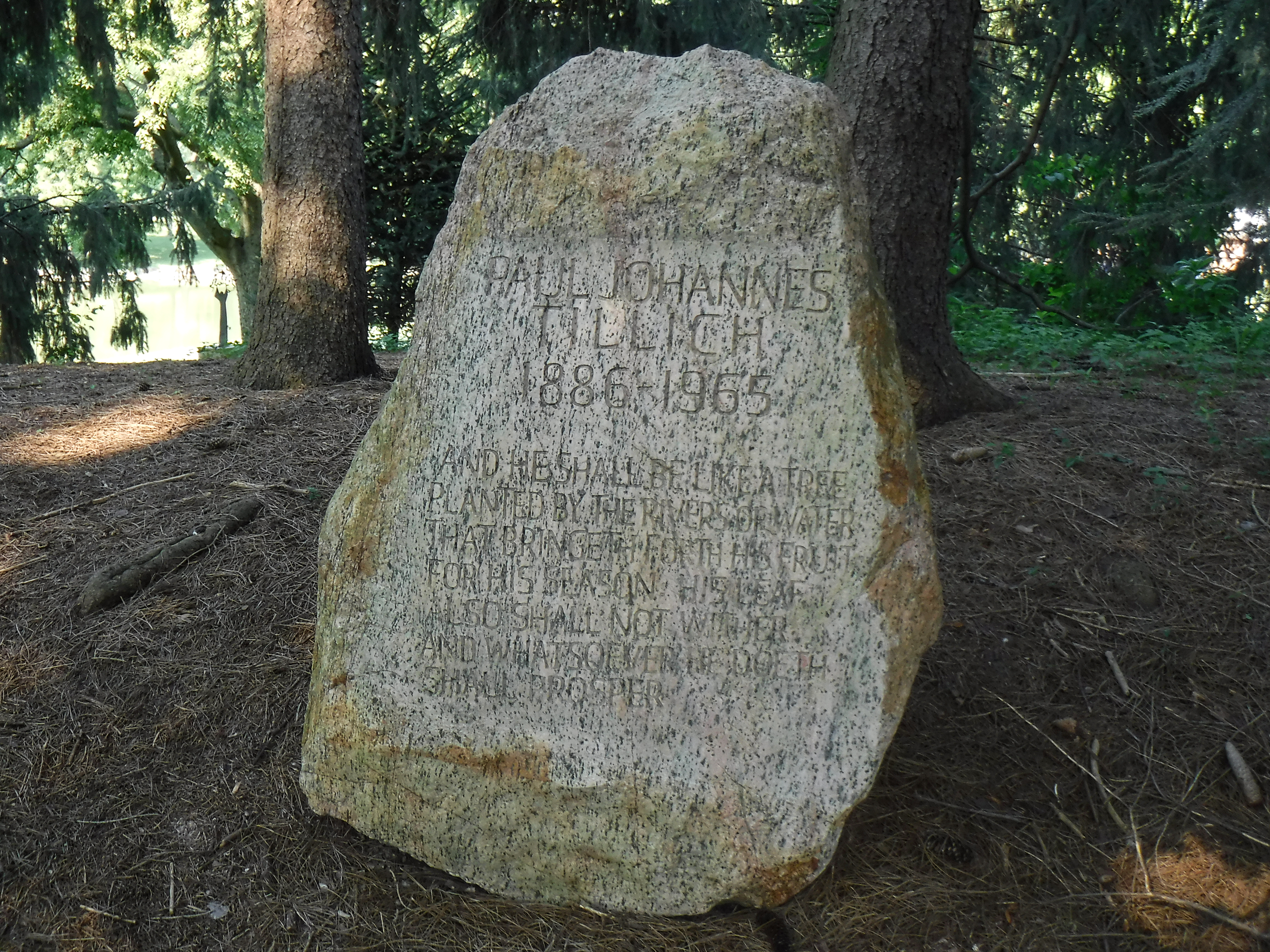
Paul Tillich sírköve.

Paul Johannes Tillich (Starzeddel (Guben), 1886. augusztus 20. – Chicago, 1965. október 22.) német-amerikai keresztény egzisztencialista filozófus és evangélikus teológus, akit széles körben a 20. század egyik legbefolyásosabb teológusaként tartanak számon.

## Élete
Lelkészcsaládban született 1886-ban az akkori Németország Brandenburg tartományában (a mai Lengyelország területén).
1904 és 1909 között teológiát és filozófiát tanult Berlinben, Halléban és Tübingenben. 1910-ben doktori fokozatot, 1912-ben teológiai licenciátust szerzett.
1911–1914 között Berlinben volt segédlelkész, az első világháború alatt a fronton teljesített tábori lelkészi szolgálatot. Közben 1916-ban Halléban habilitált.
1919-től a berlini egyetemen rendszeres teológiát tanított. 1924–25-ben Marburg egyetemén a rendszeres teológia és a vallásfilozófia tárgyait adta elő. 1925–1929-ig a drezdai műszaki főiskolán a vallástudományok professzora volt. 1929–1933-ig Frankfurtban tanított szociológiát és filozófiát.
1933. április 13-án függesztették fel állásából a zsidó hallgatók melletti kiállása és keresztény-szociális meggyőződése miatt.
Ezután az Egyesült Államokba emigrált. 1955-ig New Yorkban a Union Theological Seminary-n tanított, 1955–1962-ig a Harvardon, 1962–65-ig Chicagóban volt professzor.

## Magyarul megjelent művei
- Az ember a fenyegetettség és az elrejtettség között. Szöveggyűjtemény Paul Tillich műveiből. Breviárium; ford., vál. Jánossy Imre, életrajz Poór József; Filozófia Oktatók Továbbképző és Információs Központja, Debrecen, 1984 (Filozófia Oktatók Továbbképző és Információs Központja Debreceni Munkabizottságának füzetei)
- Szöveggyűjtemény Karl Barth, Dietrich Bonhoeffer, Paul Tillich műveiből; vál., ford. Prőhle Károly, Jánossy Imre, életrajz Poór József; Református Kollégium, Debrecen, 1985 (Filozófia Oktatók Továbbképző és Információs Központja Debreceni Munkabizottságának füzetei)
- Vallásfilozófia; ford., összeáll., bev. Jánossy Imre; Református Theológiai Akadémia, Debrecen, 1986
- Rendszeres teológia; ford. Szabó István; Osiris, Bp., 1996 (Osiris tankönyvek) ISBN 963-379-1901
- Létbátorság; ford. Szabó István; Teológiai Irodalmi Egyesület, Bp., 2000 (Teológiai gondolkodók) ISBN 963-03-9496-0